# Contra-almirante
Contra-almirante é um posto de oficial, nas forças navais de vários países. Normalmente, corresponde ao primeiro posto permanente de general sendo imediatamente inferior a vice-almirante.
A designação "contra-almirante" tem origem no facto de, antigamente, o navio-chefe do almirante de uma frota, normalmente se posicionar no meio da formação naval. O navio do segundo comandante da frota (o vice-almirante) posicionava-se na vanguarda da formação e o do terceiro comandante (o contra-almirante) na retaguarda. Quando a formação tinha que reverter a direção de deslocação - passando a deslocar-se na direção contrária ou "contra-direção" - o contra-almirante passava a liderar a vanguarda da frota. Por essa razão, nos países de língua Inglesa, o posto é denominado "rear-admiral" (literalmente "almirante da retaguarda").

## Insígnias e distintivos em vários países

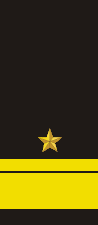
Marinha Alemã (Konteradmiral)
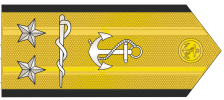
Marinha do Brasil (Contra-Almirante)
Marinha britânica (Rear-admiral)
Marinha Francesa (Contre-amiral)
Marinha dos Países Baixos (Schout bij nacht)

## Marinha Portuguesa
Na Marinha Portuguesa, a patente de contra-almirante corresponde ao primeiro posto permanente de oficial general, equivalente ao de major-general no Exército e na Força Aérea. Existe um posto inferior, o de comodoro, mas é apenas uma patente temporária atribuída aos capitães de mar e guerra durante o exercício de determinadas funções de comando.
O posto de contra-almirante tem origem no posto de chefe de esquadra, criado em 1789, imediatamente superior ao de chefe de divisão e inferior ao de tenente-general (depois denominado "vice-almirante"). Em 1892 o posto passou a denominar-se "contra-almirante".
Em 1953, foi introduzida a patente de comodoro, como primeiro posto permanente de oficial general, passando o contra-almirante a ser o segundo. Em 1977 foi extinto o posto de comodoro, voltando o contra-almirante a ser o primeiro posto de oficial general.
Atualmente, o posto de contra-almirante continua a ser o primeiro posto permanente de oficial general, já que o posto de comodoro - reintroduzido em 1999 e imediatamente inferior - é apenas uma patente temporária.

Distintivo de manga
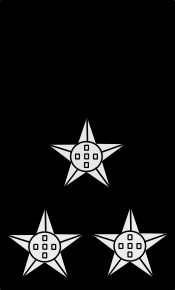
distintivo de ombro (antes de 1977)
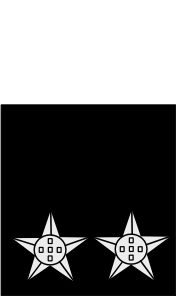
Distintivo de ombro (depois de 1977)
Bandeira de comando (antes de 1977)
Bandeira de comando (depois de 1977)